# North East (New York)
North East est une ville située dans le comté de Dutchess, dans l'État de New York, aux États-Unis,. En 2010, elle comptait une population de 3 031 habitants, estimée au 1er juillet 2016 à 2 967 habitants.

## Démographie
Lors du recensement de 2010, la ville comptait une population de 3 031 habitants. Elle est estimée, en 2016, à 2 967 habitants.